# 7533 Seiraiji
7533 Seiraiji este o planetă minoră (asteroid), cu un diametru de 11,503 km, din centura de asteroizi. A fost descoperită pe 25 octombrie 1995 la Nachi-Katsuura Observatory⁠(d) de Yoshisada Shimizu⁠(d). 
Obiectul prezintă o orbită caracterizată de o semiaxă mare de 2,9941964 UAi, o excentricitate de 0,1, o înclinație de 3,64283 ° în raport cu ecliptica.